# Interpretatio Christiana
L'Interpretatio Christiana (latino per interpretazione cristiana, anche reinterpretazione cristiana) è l'adattamento di elementi culturali o fatti storici non cristiani alla visione del mondo del Cristianesimo. Il termine è comunemente applicato alla rifusione di attività religiose e culturali, credenze, immagini ed edifici di popoli "pagani" in una forma cristianizzata come strategia di cristianizzazione.

## Descrizione
Dal punto di vista cristiano, il termine "pagano" si riferisce alle varie credenze e pratiche religiose di coloro che aderivano a fedi non abramitiche, tra cui, nel mondo greco-romano, la religione tradizionale dell'antica Roma, la religione ellenistica, il culto imperiale, il culto di Dioniso, l'antica religione egizia, il politeismo celtico e germanico, le religioni iniziatiche come i Misteri Eleusini e il Mitraismo, le religioni dell'antico Vicino Oriente e lo Zoroastrismo.
La riformattazione delle attività e delle credenze religiose e culturali tradizionali in una forma cristianizzata era ufficialmente approvata; nella Historia ecclesiastica gentis Anglorum di Beda il Venerabile è conservata una lettera di Papa Gregorio I a Mellito, in cui si sostiene che le conversioni erano più facili se si permetteva alle persone di mantenere le forme esteriori delle loro tradizioni, cambiando però l'oggetto della loro venerazione in Dio:
e ancora:
(Venerabilis Bedae Historia Ecclesiastica gentis Anglorum)